# نهائي كأس إسكتلندا 2003
نهائي كأس اسكتلندا 2003 هي المباراة النهائية من منافسة كأس اسكتلندا 2002–03، أقيمت المباراة في 31 مايو 2003، في هامبدن بارك، بين فريقي نادي دندي، ونادي رينجرز، وفاز فيها نادي رينجرز، بعد أن هزم نادي دندي، بنتيجة 0 - 1، وكان حكم المباراة كيني كلارك، وحضر المباراة 47136 شخصاً.

## تفاصيل المباراة
لعبت المباراة النهائية في 31 مايو 2003.
| نادي دندي | 0 -1 | نادي رينجرز |
| --------- | ---- | ----------- |
|           |      |             |